# Stanisław Wlazły
Stanisław Zdzisław Wlazły (ur. 6 listopada 1935 w Łodzi, zm. 15 lutego 1996 tamże) – polski piłkarz, grający na pozycji obrońcy.
Wychowanek ŁKS-u Łódź, w barwach którego grał w latach 1956–1961. Z klubem tym w 1958 wywalczył mistrzostwo Polski, a rok wcześniej krajowy Puchar.
Członek zwycięskiej ekipy z 1957, która po efektownym (5:1) wyjazdowym zwycięstwie nad Górnikiem Zabrze została ochrzczona mianem Rycerzy Wiosny. Wlazły opuścił plac gry w 30 minucie. Karierę zawodniczą zakończył w wieku 26 lat po serii dokuczliwych kontuzji.